# Tangeit
Tangeit ist ein selten vorkommendes Mineral aus der Mineralklasse der „Phosphate, Arsenate und Vanadate“. Es kristallisiert im orthorhombischen Kristallsystem mit der chemischen Zusammensetzung CaCu[OH|VO4] und ist damit chemisch gesehen ein Calcium-Kupfer-Vanadat mit zusätzlichen Hydroxidionen. Viele Tangeit-Mineralproben enthalten zudem noch geringe Mengen adsorbiertes Wasser.
Tangeit entwickelt schuppige, kurzprismatische oder blättrige bis dünntafelige Kristalle mit bis zu drei Millimetern Länge und spitzwinkligen Enden, die oft in rosettenförmigen Mineral-Aggregaten angeordnet sind. Er findet sich aber auch in Form traubiger bis kugeliger, faseriger oder massiger Aggregate und krustiger Überzüge. Die durchsichtigen Kristalle sind von hell- bis dunkelgrüner, gelblichgrüner oder grauer Farbe und zeigen auf den Oberflächen einen glasähnlichen Glanz.
Mit Konichalcit bildet Tangeit eine lückenlose Mischkristallreihe.

## Etymologie und Geschichte
Erstmals entdeckt wurde Tangeit in der sogenannten Glavnaya-Ader (russisch главная жила glawnaja schila), einer Kupfer-Vanadium-Uran-Lagerstätte bei Tyuya-Muya (Tyuya-Muyun) im Gebiet Osch in Kirgisistan und beschrieben 1925 durch Alexander Jewgenjewitsch Fersman, der das Mineral nach seiner ersten Fundstätte (Typlokalität) in der Tangeschlucht innerhalb des Ferghanatals benannte.
Das Typmaterial des Minerals wird im Mineralogischen Museum „Alexander Fersman“ an der Russischen Akademie der Wissenschaften in Moskau (Katalog-Nr. m6065, m6066 und m6068) aufbewahrt.
Teilweise wird als Synonym für Tangeit die Bezeichnung Calciovolborthit verwendet, allerdings ist die genaue Identität der Zusammensetzung des ursprünglich von Heinrich Credner 1848 als Kalkvolborthit benannten und in Friedrichroda in Thüringen zusammen mit Volborthit entdeckten Materials zweifelhaft. Da es sich beim Calciovolborthit ebenso um Tangeit wie um Vésigniéit handeln könnte, wurde der Mineralname 2006 von der CNMNC zusammen mit vielen anderen endgültig diskreditiert.

## Klassifikation
Bereits in der veralteten 8. Auflage der Mineralsystematik nach Strunz gehörte der Tangeit zur Abteilung „Wasserfreie Phosphate, Arsenate und Vanadate mit fremden Anionen“, wo er zusammen mit Adelit, Austinit, Descloizit, Duftit, Gabrielsonit, Konichalcit, Mottramit, Pyrobelonit und Turanit die „Descloizit-Reihe“ mit der Systemnummer VII/B.11b bildete.
Im zuletzt 2018 überarbeiteten und aktualisierten Lapis-Mineralienverzeichnis nach Stefan Weiß, das sich im Aufbau noch nach dieser alten Form der Systematik von Karl Hugo Strunz richtet, erhielt das Mineral die System- und Mineralnummer VII/B.26-060. In der „Lapis-Systematik“ entspricht dies ebenfalls der Abteilung „Wasserfreie Phosphate, mit fremden Anionen F,Cl,O,OH“, wo Tangeit zusammen mit Adelit, Austinit, Cobaltaustinit, Duftit, Gabrielsonit, Gottlobit, Hermannroseit, Konichalcit und Nickelaustinit die „Adelitgruppe“ mit der Systemnummer VII/B.26 bildet.
Auch die von der International Mineralogical Association (IMA) zuletzt 2009 aktualisierte 9. Auflage der Strunz’schen Mineralsystematik ordnet den Tangeit in die Abteilung der „Phosphate usw. mit zusätzlichen Anionen; ohne H2O“ ein. Diese ist allerdings weiter unterteilt nach der relativen Größe der beteiligten Kationen und dem Stoffmengenverhältnis der zusätzlichen Anionen (OH usw.) zum Phosphat-, Arsenat- bzw. Vanadatkomplex (RO4), so dass das Mineral entsprechend seiner Zusammensetzung in der Unterabteilung „Mit mittelgroßen und meist großen Kationen; (OH usw.) : RO4 = 1 : 1“ zu finden ist, wo es zusammen mit Adelit, Arsendescloizit, Austinit, Cobaltaustinit, Duftit, Gabrielsonit, Gottlobit, Konichalcit und Nickelaustinit die „Adelitgruppe“ mit der Systemnummer 8.BH.35 bildet.
In der vorwiegend im englischen Sprachraum gebräuchlichen Systematik der Minerale nach Dana hat Tangeit die System- und Mineralnummer 41.05.01.06. Dies entspricht ebenfalls der Klasse der „Phosphate, Arsenate und Vanadate“ und dort der Abteilung „Wasserfreie Phosphate etc., mit Hydroxyl oder Halogen“, wo das Mineral zusammen mit Adelit, Arsendescloizit, Austinit, Cobaltaustinit, Duftit-beta, Gabrielsonit, Gottlobit, Konichalcit und Nickelaustinit in der „Adelitgruppe“ mit der Systemnummer 41.05.01 innerhalb der Unterabteilung „Wasserfreie Phosphate etc., mit Hydroxyl oder Halogen mit (AB)2(XO4)Zq“ zu finden ist.

## Kristallstruktur
Tangeit kristallisiert orthorhombisch in der Raumgruppe P212121 (Raumgruppen-Nr. 19) mit den Gitterparametern a = 7,43 Å; b = 9,35 Å; c = 5,84 Å sowie 4 Formeleinheiten pro Elementarzelle.

## Bildung und Fundorte

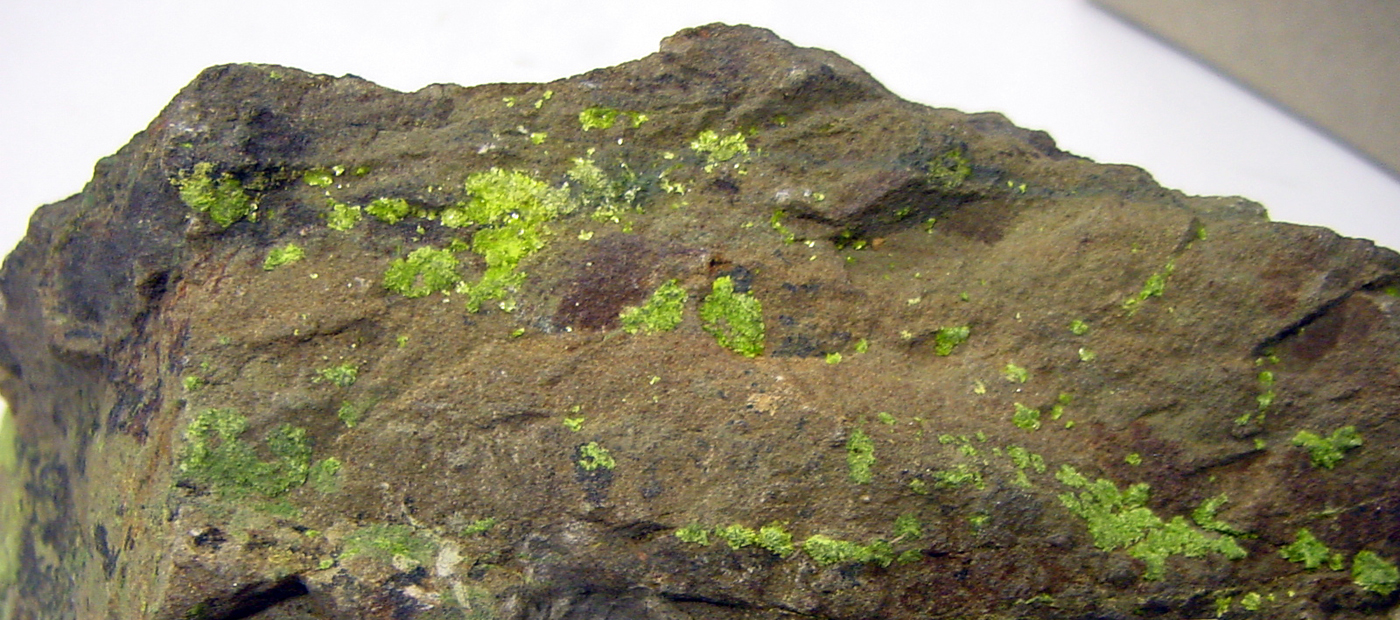
Büschelige Tangeit-Kristallaggregate auf Muttergestein aus dem Montrose County, Colorado, USA

Tangeit bildet sich als Sekundärmineral in Sandstein und in der Oxidationszone vanadiumhaltiger Lagerstätten. Als Begleitminerale können unter anderem Baryt, Calcit, Chalkopyrit, Chalkosin, Chrysokoll, gediegen Kupfer, Malachit, Neotokit, Pyrit, Pyrobelonit, Quarz, Rhodonit und Tyuyamunit sowie das Brauneisenerz Limonit auftreten.
Als seltene Mineralbildung konnte Tangeit nur an wenigen Fundorten nachgewiesen werden, wobei bisher (Stand 2015) rund 50 Fundorte als bekannt gelten. Neben seiner Typlokalität, der Glavnaya-Ader, und der nahe gelegenen Zelenaya-Höhle bei Tyuya-Muya (Tyuya-Muyun) trat das Mineral in Kirgisistan am Berg Kara-Chagyr etwa 38 km südöstlich von Fargʻona (Fergana) und damit im kirgisischen Teil des Ferghanatal zutage.
In Deutschland konnte Tangeit unter anderem in der Grube „Floßberg“ bei Bad Lauterberg im Harz in Niedersachsen; am Nickenicher Weinberg (Sattelberg), im Tagebau „Kahlenberg“ (Auf'm Kopp) bei Oberstadtfeld und im Steinbruch „Caspar“ am Ettringer Bellerberg in der rheinland-pfälzischen Vulkaneifel; an der Südwestküste der Insel Helgoland in Schleswig-Holstein sowie in der Grube „Glückstern“ am Berg Gottlob bei Friedrichroda in Thüringen gefunden werden.
In Österreich fand man das Mineral bisher nur in den Kalksteinbrüchen „Dullinger“ (Nr. 21) und „Lienbach“ (Nr. 22b) in der Salzburger Gemeinde Adnet.
Weitere Fundorte liegen unter anderem in Australien, Chile, Italien, Kanada, Mexiko, Namibia, Russland, im Vereinigten Königreich (UK) und in den Vereinigten Staaten von Amerika (USA).